# Lucas Daniel
Lucas Daniel (Riom, 1 januari 1995) is een Frans boogschutter.

## Carrière
Daniel won Brons in 2015 op het wereldbeker tornooi in Antalya en nam hij deel aan het wereldkampioenschap in Kopenhagen. Hij nam deel aan de Olympische Spelen in Rio de Janeiro. Hij verloor in de eerste ronde van de Spanjaard Miguel Alvariño met 0-6. Met het Franse team werd hij vijfde, ze versloegen Maleisië met 6-2 maar werden verslagen door Australië met 3-5.

## Erelijst

### World Cup
- 2015:  Antalya (individueel)